# Leff
Der Leff (bretonisch: Leñv) ist ein Fluss in Frankreich, der im Département Côtes-d’Armor, in der Region Bretagne verläuft. Er entspringt im Gemeindegebiet von Le Leslay, entwässert generell Richtung Nordwest und mündet nach rund 62 Kilometern, nördlich von Pontrieux als rechter Nebenfluss in den Trieux. In seinem Mündungsabschnitt ist er bereits von den Gezeiten beeinflusst.

## Orte am Fluss
- Le Leslay
- Cohiniac
- Boqueho
- Châtelaudren
- Plélo
- Tressignaux
- Lanvollon